# Adriaan van Roomen
Adriaan van Roomen, también conocido por su nombre latinizado Adrianus Romanus, (Lovaina, 29 de septiembre de 1561-Maguncia, 4 de mayo de 1631) fue un matemático flamenco, conocido principalmente por haber calculado los primeros dieciséis decimales del número π.

## Biografía
Seguramente nació en Lovaina, en una familia de mercaderes, y estudió matemáticas y filosofía en el colegio jesuita de Colonia, según explica él mismo en el prefacio de uno de sus libros. No está lo suficientemente estudiada su juventud,  pero probablemente estudió medicina en la Universidad de Lovaina y viajó a Italia (donde conoció a Clavius) y a Francia.
Entre 1586 y 1592 fue profesor de medicina y matemáticas en la Universidad de Lovaina y, a partir de 1593, en la Universidad de Wurzburgo, donde publicó varias obras médicas. En 1598 se desplazó a Praga, ciudad en la que fue nombrebrado conde palaciego y médico de la corte del emperador Rodolfo II del Sacro Imperio Romano Germánico.
Entre 1603 y 1610 vivo alternativamente entre Lovaina y Wurzburgo y se ordenó sacerdote en 1604 tras la muerte de su esposa. En 1610 fue invitado como profesor de matemáticas a la Academia Zamoyski de Zamość (actual Polonia), donde permaneció dos años.
Murió en Maguncia en 1631.

## Obra

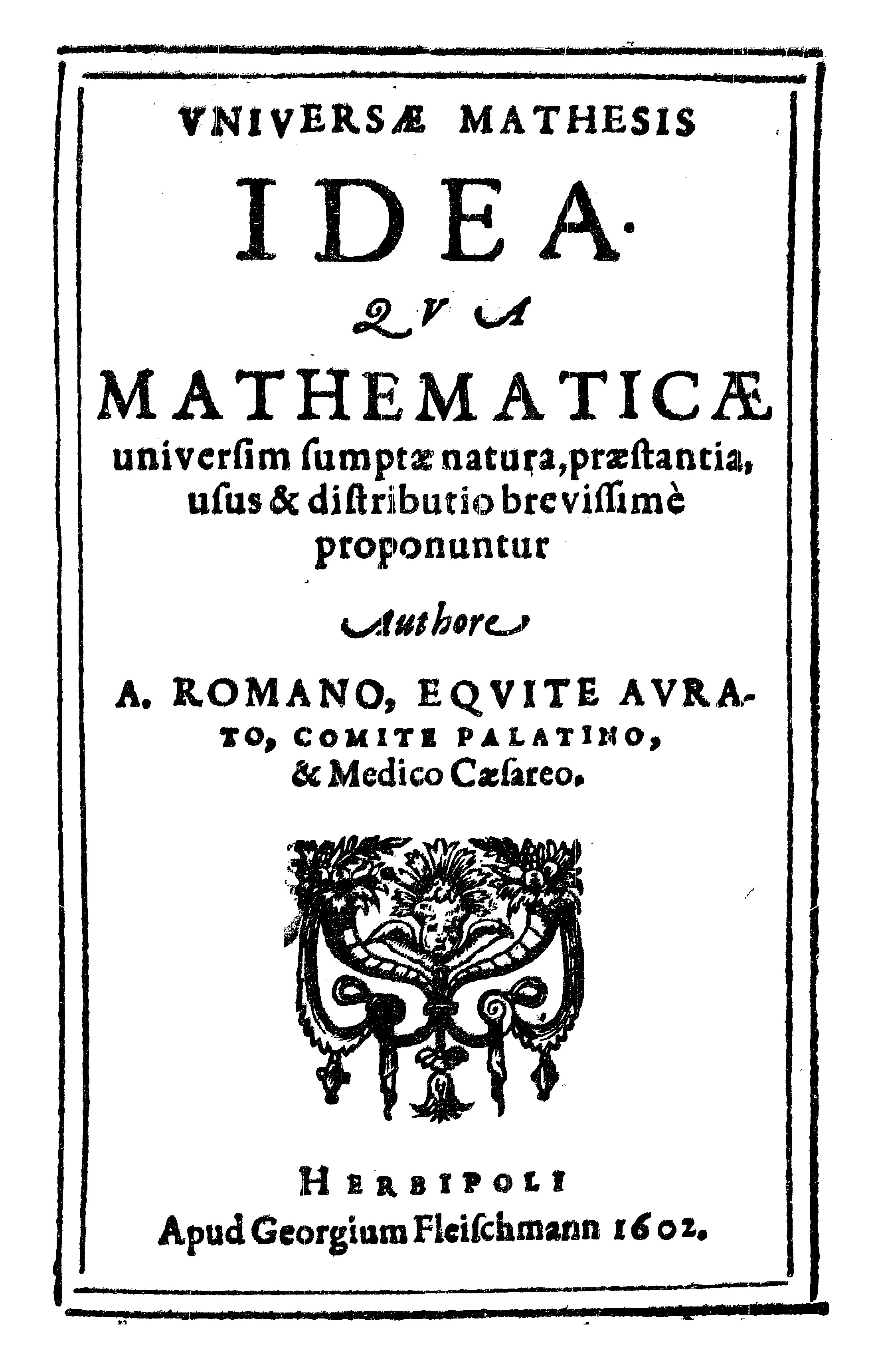
Universae mathesis idea, 1602

Aunque publicó algunos textos de medicina, van Roomen es conocido por su obra matemática. Sus obras más conocidas son: 
- Ideae mathematicae pars delgada (Lovaina o Amberes, 1593), dedicada a Clavius y pensada como un gran tratado sobre el cálculo de cuerdas del círculo, del que no aparecieron las partes sucesivas. En esta obra, y al calcular el lado de un polígono regular de 15×260 lados, calcula el valor del número π con 16 decimales exactos. Sus Chordarum arcubus circuli (Wurzburgo, 1602), Speculum astronomicum (Lovaina, 1606) y Canon triangulorum sphaericorum (Maguncia, 1609) son una clase de continuación del trabajo iniciado en 1593.

- Problema Apolloniacum (Wurzburgo, 1596) donde, a instancias de Viète, resuelve el problema de Apolonio relativo a la construcción de círculo tangente a cualquiera de los otras tres círculos disjuntos, por la vía de la intersección de dos hipérbolas. Posteriormente, Viète daría una solución más general.[2]

- Apollogia pro Archimede (Ginebra, 1597) donde reivindica la existencia de una ciencia común a la geometría y la aritmética, una mathesis universalis,[3] que se ha visto como un antecedente próximo de la ciencia universal cartesiana.